# Пялнобово
Пялнобово — деревня в Кирилловском районе Вологодской области.
Входит в состав Коварзинского сельского поселения, с точки зрения административно-территориального деления — в Коварзинский сельсовет.
Расстояние по автодороге до районного центра Кириллова — 61 км, до центра муниципального образования Коварзино — 25 км. Ближайшие населённые пункты — Ивашково-2, Козлово, Петряково.
По переписи 2002 года население — 14 человек.